# Chilicola venticola
Chilicola venticola är en biart som beskrevs av Packer 2004. Chilicola venticola ingår i släktet Chilicola och familjen korttungebin. Inga underarter finns listade i Catalogue of Life.